# Першість Києва з футболу 1928
Першість Києва з футболу 1928 — загальноміський чемпіонат, організований Окружною Радою фізичної культури в жовтні 1928 року. Перший офіційний турнір, у якому взяло участь київське «Динамо».

## Історія

Протокол ОРФК про проведення чемпіонату Києва 1928 року (знайдений істориком Олександром Кабанцем)

У газеті «Вечерний Киев» за 11 вересня 1928 р. було опубліковано, хто братиме участь у розіграші загальноміської першості профспілок.
Тим часом 23 вересня 1928 р. почалася першість профспілок із футболу в першій (4 спілки) та другій (6 спілок) групах. За інформацією тієї ж газети «Вечерний Киев» од 11 вересня 1928 р., пролетарське спортивне товариство «Динамо» було включене в другу групу разом із 5-ма спілками.
Втім, далі все пішло інакше. Між київськими Окружною Радою фізичної культури (ОРФК) та Окружною Радою професійних спілок (ОРПС) уже давно існували непрості стосунки на ниві фізкультури. А тут іще 1927 р. організувалось київське ПСТ «Динамо» зі «своєрідним» статутом, деякі положення якого викликали неоднозначну реакцію як ОРФК, так і ОРПС. І 1928 р. сталося те, чого боялися обидві Окрради: «Динамо» почало масово переманювати спортсменів, особливо футболістів. Очевидно, ОРПС вдалося «задавити» ОРФК, отож футбольна команда «Динамо» не була включена в календар першості профспілок.
Але Окружній Раді фізкультури довелося рятувати «честь мундира», бо саме вона була юридичним керівником фізкультури і спорту в Києві. Тому 15 жовтня з'явився протокол ОРФК про проведення загальноміської першості з футболу 1928 р.
Списки футболістів треба було подати не пізніше 10 жовтня. Оригінали списків «Динамо», БЧА (Будинок Червоної Армії) та Пролетстуду знаходяться в архіві. Список «старичків» (тобто ветеранів) не знайдений.
Оригінал списку футболістів «Динамо» написано олівцем на листку зошита в клітинку:

- Ицковский Антон
- Дишкант Петр
- Иванов Иван
- Ломанюк Иван
- Бардадым Сергей
- Терентьев Иван
- Филин Федор /зачеркнуто/
- Рейнгольд Михаил
- Еремин
- Бойко Василий
- Куфман Соломон
- Трофимов
- Бочков Михаил
- Гира Юзеф
- Андрухович Иван
- Мурашов

Инстр. орг. /подпись/ В. Бойко

Капитан команды /подпись/ Иванов

10/Х-28 г.

Заявка «Динамо» на чемпіонат Києва 1928 року (знайдена істориком Олександром Кабанцем)

(Державний архів Київської області)
Варто акцентувати на тому, що підписали цей список інструктор-організатор Василь Бойко (а не Лазар Коген) і капітан команди Іван Іванов (а не Михайло Товаровський).
Про хід змагань відомо з одного джерела:
|                                              | … Окружна Рада фізичної культури м. Київа повідомила про завершення загальноміської першості по футболу 1928 року. Всі шість запланованих ігор відбулися і дали такі результати: БЧА — Старики 3:2, Динамо — Пролетстуд 2:0 (перше коло), Динамо — Старики 3:0, БЧА — Пролетстуд 1:0 (друге коло), Динамо — БЧА 1:0, Пролетстуд — Старики 2:2 (третє коло). Переможцем змагання вийшло товариство Динамо. На другому місці БЧА, третє взяв Пролетстуд … |
| — газета «На варті» за 2 листопада 1928 року | |

## Склад «Динамо» 1928 року

Фотографія 1928 року, яку зберіг Микола Миколайович Мурашов.Зліва направо (тільки футболісти): нижній ряд — Іванов С., Ідзковський, Дишкант; середній ряд — Мурашов, Бардадим, Пірокеті; верхній ряд — Рейнгольд, Трофимов, Кауфман, Терентьєв, Бойко

- Бардадим Сергій Львович (1900 р.нар., станом на 1967 працював у Києві[2]; станом на 1969 рік — пенсіонер[3])
- Бармінський Сергій Арсентійович (1900–10.02.1938)
- Бойко Василь Стефанович — граючий тренер, помер у Києві в роки окупації[3]
- Бочков Михайло
- Васильчиков С. (можливо, справжнє прізвище Федір Васюченко)
- Гальбурт Офсій (в деяких виданнях вказане прізвище — Гальперт)
- Кауфман Соломон (працівник карного розшуку[3], за деякими джерелами Петро, а прізвище вживали як Гофман, Койфман, Куфман тощо)
- Ідзковський Антон Леонардович (29.12.1907-24.01.1995) — воротар
- Андрухович Іван — воротар
- Офсій Дібнер — воротар
- Дишкант Петро Юхимович (1905—1944) (загинув на війні)[3]
- Іванов Сергій (справжнє ім'я — Іванов Іван) (військовослужбовець)[3]
- Ломанюк Іван (Ламонюк)
- Зелінський Олександр
- Мурашов Микола Миколайович (станом на 1969 рік — пенсіонер)[3]
- Піонтковський Казимир Антонович (04.03.1903-10.08.1938)
- Пірокеті Євген (працівник кінної міліції — після війни працював у Івано-Франківську)[2]
- Рейнгольд Ісак
- Рейнгольд Мойсей[4] (загинув на війні)
- Сильвестров
- Станко І.
- Гіра Юзеф
- Терентьєв Іван (кадровий чекіст, станом на 1967 рік — пенсіонер)[2]
- Товаровський Михайло Давидович (07.11.1903-06.01.1969)
- Трофимов Віктор (загинув на війні)[3]
- Філін Федір (в деяких джерелах Іван)
- Ханніков Микола Георгійович (16.12.1896–29.04.1949)

## Календар ігор
| Дата | Поле          | Час    | Команди               | Рахунок |
| ---- | ------------- | ------ | --------------------- | ------- |
| 13.Х | Залізничників | 3 год. | БЧА — Старики         | 3:2     |
|      | Арсеналу      | 3 ""   | «Динамо» — Пролетстуд | 2:0     |
| 20.Х | Арсеналу      | 3 ""   | «Динамо» — Старики    | 3:0     |
|      | Черв. стад.   | 3 ""   | БЧА — Пролетстуд      | 1:0     |
| 27.Х | Черв. стад.   | 3 ""   | «Динамо» — БЧА        | 1:0     |
|      | Арсеналу      | 3 ""   | Пролетстуд — Старики  | 2:2     |

## Турнірна таблиця
| №  | Команди    | В | Н | П | М   | О |
| -- | ---------- | - | - | - | --- | - |
| 1. | «Динамо»   | 3 | 0 | 0 | 6:0 | 6 |
| 2. | БЧА        | 2 | 0 | 1 | 4:3 | 4 |
| 3. | Пролетстуд | 0 | 1 | 2 | 2:5 | 1 |
| 4. | Старики    | 0 | 1 | 2 | 4:8 | 1 |

## Цікавий факт
Для київського «Динамо» тріумф у чемпіонаті міста 1928-го — перший виграний турнір із офіційним статусом.